# (58709) Zenocolò
(58709) Zenocolò est un astéroïde de la ceinture principale

## Description
(58709) Zenocolo est un astéroïde de la ceinture principale. Il fut découvert le 14 février 1998 à San Marcello Pistoiese par Luciano Tesi et Giuseppe Forti. Il présente une orbite caractérisée par un demi-grand axe de 3,24 UA, une excentricité de 0,11 et une inclinaison de 4,6° par rapport à l'écliptique.

## Compléments